# BK Lokomotiva Plzeň
BK Lokomotiva Plzeň (sponzorským názvem: Basketbalový klub Lokomotiva Plzeň) je český basketbalový klub, který sídlí v Plzni ve stejnojmenném kraji. Oddíl patří pod sportovní klub TJ Lokomotiva Plzeň. Od sezóny 2012/13 působí v české druhé nejvyšší basketbalové soutěži, známé pod názvem 1. celostátní liga mužů. Své domácí zápasy odehrává v městské sportovní hale Plzně s kapacitou 200 diváků. Klubové barvy jsou modrá a bílá.
Největším úspěchem klubu je účast v nejvyšší mužské soutěži (v sezónách 2010/11–2011/12).

## Historické názvy
Zdroj:
- TJ Lokomotiva Plzeň (Tělovýchovná jednota Lokomotiva Plzeň)
- BC Lokomotiva Interconex Plzeň (Basketball Club Lokomotiva Interconex Plzeň)
- 2006 – BC Lokomotiva Plzeň (Basketball Club Lokomotiva Plzeň)
- 2007 – Basket Západ
- 2008 – BK Lokomotiva Plzeň (Basketbalový klub Lokomotiva Plzeň)
- 2009 – BK Lokomotiva Interconex Plzeň (Basketbalový klub Lokomotiva Interconex Plzeň)
- 2012 – BK Lokomotiva Plzeň (Basketbalový klub Lokomotiva Plzeň)

## Umístění v jednotlivých sezonách
Zdroj:
Legenda: ZČ – základní část, červené podbarvení – sestup, zelené podbarvení – postup, fialové podbarvení – reorganizace, změna skupiny či soutěže
| Česko (2003 – ) |                                |           |             |           |                                    |
| Sezóna          | Název v ročníku                | Úroveň    | Soutěž      | ZČ        | Play-off                           |
| 2003/04         | BC Lokomotiva Interconex Plzeň | 2. úroveň | 2. liga     | 5. místo  | Čtvrtfinále                        |
| 2004/05         | BC Lokomotiva Interconex Plzeň | 2. úroveň | 2. liga     | 7. místo  | Čtvrtfinále                        |
| 2005/06         | BC Lokomotiva Interconex Plzeň | 2. úroveň | 2. liga     | 8. místo  | Čtvrtfinále                        |
| 2006/07         | BC Lokomotiva Plzeň            | 2. úroveň | 2. liga     | 13. místo | Play-out (2. místo)                |
| 2007/08         | Basket Západ                   | 2. úroveň | 1. liga     | 3. místo  | Čtvrtfinále                        |
| 2008/09         | BK Lokomotiva Plzeň            | 2. úroveň | 1. liga     | 2. místo  | Finále                             |
| 2009/10         | BK Lokomotiva Interconex Plzeň | 2. úroveň | 1. liga     | 1. místo  | Finále (výhra); postup             |
| 2010/11         | BK Lokomotiva Interconex Plzeň | 1. úroveň | Mattoni NBL | 12. místo |                                    |
| 2011/12         | BK Lokomotiva Interconex Plzeň | 1. úroveň | Mattoni NBL | 13. místo | Baráž o udržení (3. místo); sestup |
| 2012/13         | BK Lokomotiva Plzeň            | 2. úroveň | 1. liga     | 3. místo  | Semifinále                         |
| 2013/14         | BK Lokomotiva Plzeň            | 2. úroveň | 1. liga     | 4. místo  | Semifinále                         |
| 2014/15         | BK Lokomotiva Plzeň            | 2. úroveň | 1. liga     | 6. místo  | Zápas o 3. místo (výhra)           |
| 2015/16         | BK Lokomotiva Plzeň            | 2. úroveň | 1. liga     | 8. místo  | Čtvrtfinále                        |
| 2016/17         | BK Lokomotiva Plzeň            | 2. úroveň | 1. liga     | 8. místo  | Zápas o 3. místo (prohra)          |
| 2017/18         | BK Lokomotiva Plzeň            | 2. úroveň | 1. liga     | 13. místo |                                    |
| 2018/19         | BK Lokomotiva Plzeň            | 2. úroveň | 1. liga     |           |                                    |